# Ульяновка (Никопольский район)
Ульяновка (укр. Улянівка) — село,
Шолоховский сельский совет,
Никопольский район,
Днепропетровская область,
Украина.
Код КОАТУУ — 1222987003. Население по переписи 2001 года составляло 131 человек.

## Географическое положение
Село Ульяновка находится в 2-х км от левого берега реки Базавлук,
на расстоянии в 1 км от села Мироновка.
По селу протекает пересыхающий ручей с запрудой.